# منى أبو النصر
منى أبو النصر (3 نوفمبر 1952 - 13 سبتمبر 2003)، مخرجة رسوم متحركة مصرية. أنتجت المسلسل الكرتوني المشهور بكار عام 1998.
ولدت «منى محمد أبو النصر» يوم 3 نوفمبر 1952 بمحافظة الإسكندرية بجمهورية مصر العربية. حصلت على بكالوريوس الفنون الجميلة من جامعة حلوان عام 1975م ثم نالت درجة الماجستير في تصميم وإخراج مطبوعات الطفل من نفس الجامعة عام 1985 ونالت الدكتوراه في الرسوم المتحركة من جامعة كاليفورنيا عام 1988م.

## الوظائف
شغلت منصب معيدة بكلية الفنون الجميلة بجامعة حلوان عام 1970م ثم رقيت لدرجة مدرس عام 1988م ثم لدرجة أستاذ مساعد عام 1992م. أما عملها الذي جلب لها الشهرة فهو عملها بالرسوم المتحركة وكانت عضوة بمنظمة الرابطة الدولية لأفلام الرسوم المتحركة العالمية لفنانى الرسوم المتحركة وعضوة باتحاد الإذاعة والتليفزيون – لجنة الطفولة والأمومة.

## أعمالها
شركة كايرو كارتون للرسوم المتحركة وانتاج الفيديو التي نفذت مسلسل بكار، ورحلة السندباد البحري، سوبر هنيدي.

## وفاتها
توفيت يوم الاثنين 15 سبتمبر 2003، بعد أن أصيبت بمرض السرطان، وسافرت إلى باريس قبلها بنحو 4 أشهر لتلقي العلاج بعد تدهور حالتها الصحية، وثبوت إصابتها بمرض السرطان، فصدر قرار بعلاجها على نفقة الدولة.